# Radbuza
Radbuza est une rivière tchèque qui prend sa source sous le mont Lysá (869 m) dans la région de Domažlice. La surface de son bassin est de 2 179 km2. L'étendue globale de son cours est de 112 km. Son débit moyen à son embouchure est de 11 m3/s.
Elle arrose les villes de Smolov, Bělá nad Radbuzou, Horšovský Týn, Staňkov, Holýšov, Stod, Chotěšov, Zbůch, Dobřany et Pilsen.